# Karschnatz

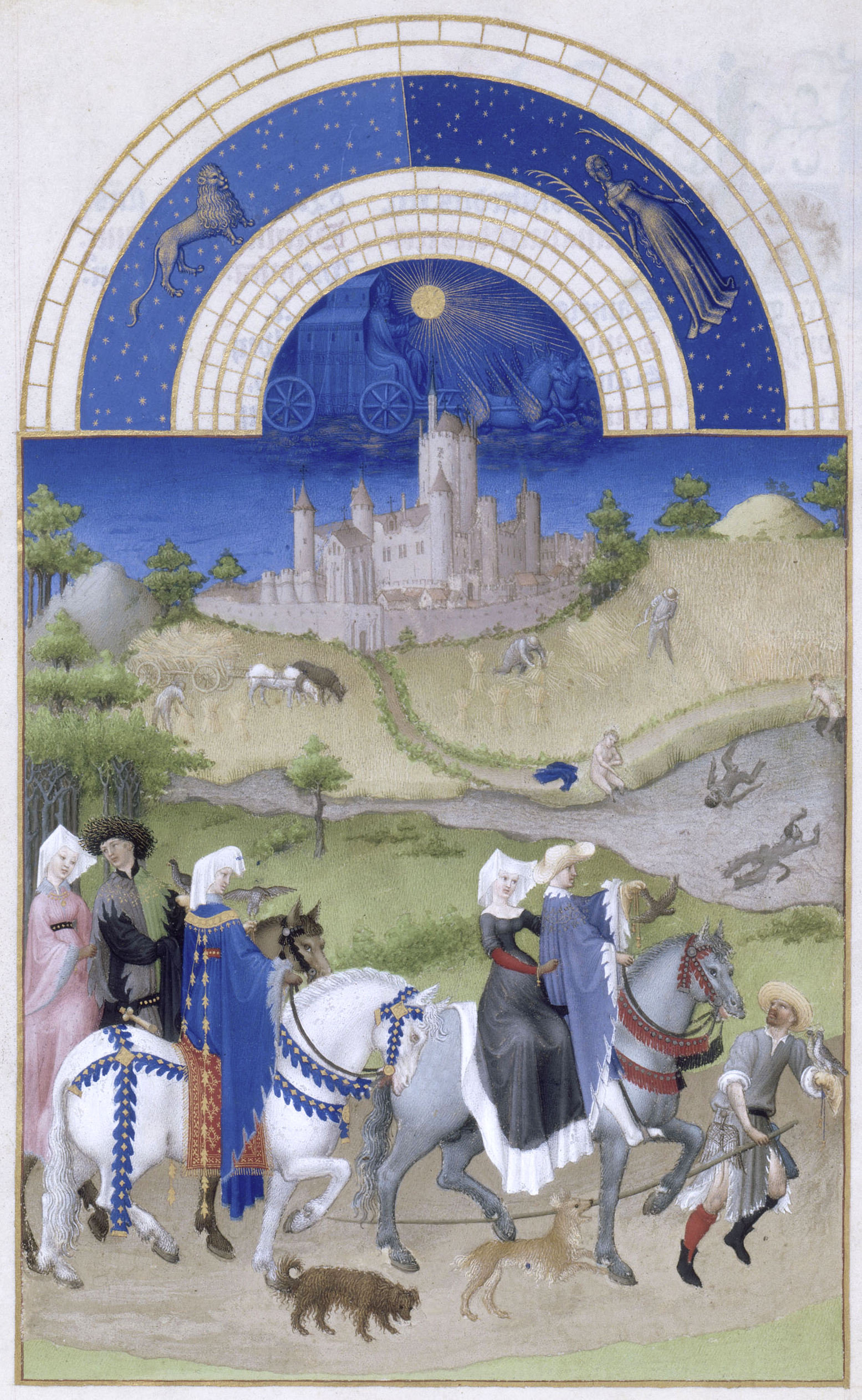
Szene der Falknerei im Vordergrund, im Hintergrund sind die landwirtschaftliche Arbeit im August zu sehen. Entstanden zwischen 1412 und 1416 durch die Brüder von Limburg

Karschnatz (luxemburgisch Karschnatzⓘ) ist ein Ausdruck aus der luxemburgischen Sprache mit zwei Bedeutungen, die beide mit der Ernte von Feldfrüchten, im konkreten vor allem mit der Kornernte, zusammenhängen.

## Monatsbezeichnung
Karschnatz ist der Ausdruck für den achten Monat im Jahreslauf (Allgemein: August) in der luxemburgischen Sprache, der heute noch verwendet wird, jedoch nicht mehr sehr häufig. Die Bedeutung ist im Sinne von „Zeit der Getreideernte“, „Erntemonat“ zu verstehen.

## Volkstanz
Karschnatz ist auch die Bezeichnung für einen früher gebräuchlichen Volkstanz in Luxemburg. Der Tanz soll dargestellt haben, wie das Getreide ausgesät, das Korn geschnitten und die Kornähren gebunden wurden.